# Vellahn
Vellahn település Németországban, Mecklenburg-Elő-Pomeránia tartományban. Lakosainak száma 2788 fő (2023. december 31.).

## Népesség
A település népességének változása:
| Lakosok száma | 2723 | 2776 | 2771 | 2788 | 2788 |
|               | 2017 | 2019 | 2021 | 2022 | 2023 |